# Anna Göldi
Anna Göldi, o Göldin, spesso trascritto con il dittongo Goeldi (Sennwald, 24 ottobre 1734 – Glarona, 13 giugno 1782), fu l'ultima donna ad essere condannata a morte per stregoneria in Europa.

## Biografia
Secondo altre fonti sarebbe nata il 14 ottobre e non il 24 da una famiglia povera o caduta in povertà. Il Dizionario Storico della Svizzera riporta che la nascita, probabilmente, potrebbe essere datata il 24 ottobre mentre differisce il giorno della morte che sarebbe il 24 giugno.
Nacque da Adrian e Rosina Büeler, quarta di otto figli. La famiglia benestante possedeva un proprio sigillo: il bisnonno era giudice molto stimato e anche molto ricco ma la fortuna girò le spalle alla famiglia Göldi quando il nonno, a seguito di litigi con il sindaco della città e di un processo, perse tutto ciò che possedeva.
Anna dovette guadagnarsi la vita andando a fare la domestica presso il sindaco Enderlin a Maienfeld. Il secondo impiego lo trovò presso il panettiere Bernegger a Sax (Coira), ove rimase cinque anni per poi lavorare, dal 1762 al 1765, nella casa del pastore di Sennwald. Di bella presenza, durante questa permanenza conobbe Jakob Rhoduner, del quale rimase incinta e che la lasciò sola, arruolandosi come mercenario nei Paesi Bassi. A 31 anni partorì segretamente un bambino che morì la stessa notte per soffocamento in circostanze ignote. Anna fu condannata per infanticidio agli arresti domiciliari per sei anni da scontare presso la sorella.
Dal 1765 al 1768 lavorò presso la famiglia del landamano Cosmus Heer (1727-1791), per poi trasferirsi nel cantone di Glarona, a Mollis, dove prese servizio presso il pastore Johann Heinrich Zwicky (1716-1771). Durante il suo lavoro intrecciò una relazione amorosa con il figlio Melchior (1750-1806), di 11 anni più giovane di lei, e dopo sei anni rimase nuovamente incinta; la famiglia Zwicky la mandò a partorire a Strasburgo dato che non potevano sposarsi per la differenza sociale alla quale appartenevano. Di questo figlio, nato nel 1775, si sono perdute le tracce. Nel 1775 ritornò nel glaronese a lavorare presso il rilegatore Tinner, stringendo amicizia con i coniugi Steinmueller, che le furono vicini fino alla fine.

### L'accusa di stregoneria
Nel settembre 1780 la Göldi fu assunta presso la famiglia del medico, dottore e giudice Johann Jakob Tschudi-Elmer (1747–1800). La piccola Anna Maria di 7 anni l'accompagnava anche nelle passeggiate e visite presso gli amici Steinmüller. Fu lì che il 19 settembre 1781 avrebbe dato alla piccola Anna Maria un biscotto ("Läkerli"). Un mese dopo fu trovato il primo spillo di una lunga serie nella tazza della piccola Anna Maria. Si disse allora che quel biscotto, consumato dagli Steinmüller, fosse stato "stregato" da Anna Göldi e contenesse spilli.

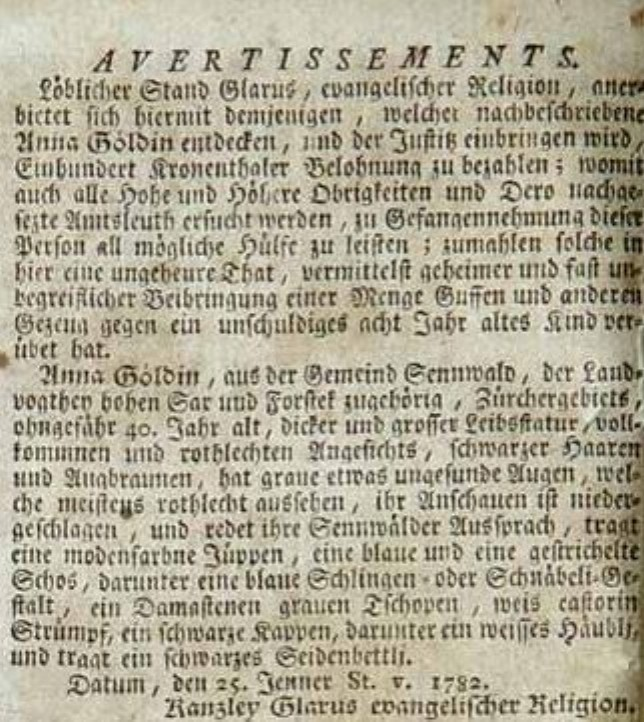
Bando per la cattura di Anna Göldi, pubblicato sul giornale "Zürcher Zeitung", 9-2-1782

Nei giorni seguenti se ne trovarono regolarmente nel cibo della bambina. La sospettata serva si confidò al pastore e parente della famiglia, Johann Jakob Tschudi (1722-1784), che la cacciò in malo modo. Il 25 ottobre 1781 fu licenziata dalla famiglia Tschudi-Elmer e si recò prima dagli Steinmüller, poi dalla sorella Barbara a Sax. La bambina, anche dopo il licenziamento di Göldi, sputò spilli, chiodi di ferro e pezzetti di metallo, pare un centinaio fino a Natale. La competenza a chi spettasse decidere in merito fu dibattuta e disputata tra il Consiglio cattolico e il Consiglio riformato del Canton Glarona: quest'ultimo il 9 febbraio 1782 mise una taglia di 100 corone e diffuse i dati segnaletici della donna sui giornali. Göldi venne arrestata il 2 marzo 1782 a Degersheim, dove lavorava presso una osteria, una lapide ricorda ancora il suo passaggio dal paese.
La bimba Anna Maria non vomitava più spilli, ma continuava ad avere quelli che parevano essere "accessi di gotta" ed in particolare le si era ristretto il piede sinistro da impedirle di camminare. Tra il 21 e il 29 marzo 1782 Göldi visitò e si narra che guarì la bambina, così da far credere nella gente che ella fosse una "strega".
Anna Göldi fu rinchiusa in prigione e sottoposta a interrogatori e torture. Fino all'ultimo si proclamò innocente. Il dottor Tschudi, che era stato datore di lavoro di Anna, si dette un gran daffare presso i suoi colleghi giudici e le autorità di Glarona, affinché venisse condannata. Pare che Tschudi-Elmer abbia usato la stregoneria per far tacere la donna con cui avrebbe avuto una storia, relazione che se fosse stata scoperta, avrebbe minato la sua reputazione sociale e professionale. Sembra, altresì, che due anni prima ella lo avesse denunciato per stupro al tribunale ecclesiastico ma essendovi, tra i suoi membri, il fratello dell'accusato, egli venisse assolto dall'accusa senza alcuna conseguenza. Il 6 giugno il consiglio evangelico glaronese con 32 voti contro 30 la giudicò colpevole di essere una avvelenatrice ("Vergifterin"), nonostante non esistesse alcuna prova circostanziata. Il 13 giugno 1782 Anna Göldi morì sulla ghigliottina. Tenuto conto delle amicizie di cui godeva presso i giudici, dopo il processo, Tschudi chiese, anzi, volle un documento ufficiale che confermasse che lui non aveva mai toccato Göldi.
Dopo la sua morte, il suo caso fu descritto da scrittori e giornalisti dell'epoca, tra cui Heinrich Ludwig Lehmann e Wilhelm Ludwig Wekhrlin. La sentenza fu descritta all'epoca dallo storico August Ludwig von Schlözer come un omicidio giudiziario con le parole: "l'assassinio di un innocente, deliberatamente e con tutto lo sfarzo della santa giustizia".

### La riabilitazione
Il 27 agosto 2008, a più di 226 anni dall'esecuzione, il parlamento cantonale di Glarona ha deciso di riabilitare Anna Goeldi. Si tratta del primo caso al mondo di tentativo di riparare a quello che somiglia più ad un vero e proprio omicidio. Ad Anna Göldi è stato dedicato un museo. 

## Filmografia
- Anna Göldin, letzte Hexe (titolo francese: Anna Göldin, la dernière sorcière), di Gertrud Pinkus, 1991

## Teatro
- L'Ultima Strega (musical), di Andrea Palotto e Marco Spatuzzi, 2013 ripreso nel 2016